# (16745) Zappa
(16745) Zappa (1996 PF5) – planetoida z grupy pasa głównego asteroid okrążająca Słońce w ciągu 4,26 lat w średniej odległości 2,63 j.a. Odkryta 9 sierpnia 1996 roku.